# 페락주
페락주(Perak)는 말레이시아를 구성하는 13개의 주 가운데 하나로, 주도는 이포이며 인구는 2,258,428명(2010년 기준), 면적은 21,035 km2, 인구밀도는 107.4명/km2이다. 북쪽으로는 크다주와 태국 얄라 주, 북서쪽으로는 피낭주, 동쪽으로는 클란탄주와 파항주, 남쪽으로는 슬랑오르주, 서쪽으로는 믈라카 해협과 인접해 있다.
주의 수도는 이포흐이며 예전부터 주석 채굴지로 알려졌다(후에 금속 가격 폭락으로 주의 경계에 일부 영향을 미치게 된다). 이포흐가 행정 수도임에도 불구하고, 왕실 수도는 쿠알르캉사르이며 이곳에 왕궁이 존재한다.
공식 명칭은 페락 다룰 리주안(Perak Darul Ridzuan)이며, 뜻은 "은혜의 집"이다.

## 이름
주의 공식 명칭인 페락 다룰 리주안(ڨيراق دار الرّضوان)이며, 뜻은 "은혜의 집 페락"이다. "페락"은 말레이어로 은을 뜻하며, 주석의 색이 은색이었다는 데서 유래된 것으로 추정된다. 1890년대 세계에서 가장 가치가 있는 충적 유적물이었던 페락에는 대영제국의 왕실의 보석이 있던 곳이기도 했다. 하지만 이러한 어원은 확실하지 않으며, 믈라크 술탄국의 경리(bendahara)였던 툰 페락의 이름을 땄다는 주장에서부터 "은처럼 빛나는 물고기의 빛"이라는 주장도 있다. "다룰 리주안"은 아랍어 존칭이며, "은혜의 집" 또는 "땅"을 뜻한다.

## 역사
전설에 따르면 페락의 북동부에 강그 느가르(Gangga Negara)라고 불리는 인도-말레이 왕국이 있었다고 한다. 고고학적 발견들은 선사시대부터 페락에 사람들이 거주했음을 증명한다.
릉공 지역의 코트탐판은 구석기 시대에 말라야가 어땠는지를 증명하는 유일한 곳이다. 기원전 40만년부터 기원전 8000년에 이르기까지 페락 주는 일부 진화를 이루었다. 호아빈흐 시대와 신석기, 철기 등을 겪었으며, 이 시대에 관련된 고대 공예품들이 발견되고 있다. 그 뒤로는 힌두교/불교 시대로 이어진다. 비슷한 시기 말라야의 기타 지역도 이러한 일들을 겪었으리라 추정된다.
페락의 근대 역사는 믈라크 술탄국의 몰락 후에 시작된다. 무자파르 샤흐 왕(믈라크의 마지막 술탄 마흐무드 샤흐의 장남)은 1511년 포르투갈의 침략을 피해 도주했으며 1528년 페락 강 부근에 그만의 왕국을 건국했다. 주석의 매장층이란 점 때문에 발전의 가능성이 매우 높았으며, 이 때문에 외세의 지속적인 공격을 받았다.